# Limba japoneză
Japoneza (日本語, nihongo ►  pronunție ► ) sau nipona, este principala limbă vorbită și scrisă în Japonia. Japoneza prezintă asemănări sintactice cu limbile altaice, și posibile influențe de vocabular și morfologie din limbile malaio-polineziene. Pe durata ultimelor aproximativ 15 secole, în urma contactului cultural cu China, un număr important de cuvinte au pătruns în limba japoneză, împreună cu scrierea ideografică. În afară de caracterele chinezești (numite în japoneză „kanji”), japoneza folosește în prezent și „hiragana”, „katakana” (două silabare fonetice paralele, de câte aproximativ 50 de simboluri fiecare), și ocazional „rōmaji” (caractere latine).
Este considerată o limbă aglutinantă (care formează cuvinte și expresii prin alăturarea de morfeme) și se distinge printr-un sistem complex de forme de exprimare onorifică, reflectînd structura ierarhică, „verticală”, a societății japoneze. Este o limbă izolantă, funcțiile sintactice ale substantivelor sunt indicate prin particule cazuale și numerative.
Sunetele din limba japoneză sunt relativ puține la număr. Accentul se manifesta prin intonație (înălțimea sunetului), care poate servi uneori la diferențierea unor cuvinte altfel identice.
Deși nu este deloc înrudită cu limba chineză, japoneza a împrumutat masiv din aceasta pe parcursul a mai mult de 1.500 de ani de legături culturale. În scrierea japoneză erau folosite inițial exclusiv ideogramele chinezești, numite în limba japoneză "kanji", dar datorită diferențelor majore la nivel gramatical între cele două limbi această metodă de scriere era greoaie fiind necesară introducerea unor caractere fonetice care să marcheze de exemplu flexionările specifice limbii japoneze. Astfel au început să fie folosite, pe lângă kanji, și două silabare („alfabete” în care unui caracter îi corespunde o silabă) rezultate din simplificarea unor ideograme chinezești. Acestea sunt: hiragana, folosit pentru scrierea terminațiilor gramaticale, prepozițiilor și conjuncțiilor, precum și altor cuvinte care altfel ar trebui scrise cu ideograme prea complicate, și katakana folosit în scrierea numelor străine (provenite din limbi care nu au kanji), cuvintelor de origine străină, sau stilistic pentru accentuarea unor cuvinte (similar cu folosirea caracterelor cursive sau aldine în limba română).

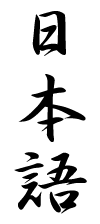
日本語, limba japoneză

## Clasificare
Lingviștii specializați în istoria limbii japoneze sunt de acord în privința faptului că aceasta este una dintre cele două limbi japonice (cealaltă fiind limba ryukyuană, vorbită de exemplu în Okinawa), dar în legatură cu originea acestora încă nu exista o teorie comună. Circulă și opinia, mai ales printre nespecialiști, că limba japoneză ar fi o limbă izolată.
Privind legătura dintre japoneză și alte limbi, există mai multe teorii contradictorii, prezentate mai jos în ordinea descrescătoare a plauzibilității:
- Limba japoneză este înrudită cu o serie de limbi dispărute, care au fost vorbite în Peninsula coreeană și în Manciuria. Dintre aceste limbi cel mai bine atestată este cea vorbită în Goguryeo (sau Koguryo); alte limbi, mai puțin documentate, sunt cele vorbite în Baekje (sau Paekche) și Buyeo (sau Puyo) care se presupune că erau înrudite. Informații limitate precum și legăturile dintre aceste culturi furnizează principalele dovezi.

- Limba japoneză se înrudește cu alte limbi asiatice. Această teorie susține că japoneza ar fi înrudită cu limbi precum limba coreeană și posibil de asemenea cu limbile sino-tibetane.

- Limba japoneză se înrudește cu familia de limbi altaice. Această familie mai include: limba mongolă, limba tunguză, limba turcă, și, discutabil, limba coreeană. O dovadă în sprijinul acestei ipoteze constă în caracterul aglutinativ al limbii japoneze, comun cu limba turcă și limba coreeană. În plus există un număr considerabil de corespondențe în vocabularul de bază, ca de exemplu: ishi "piatră" (cf. daș în turcă), yon "patru" (cf. dört în turcă).

- Limba japoneză este o limbă creolă (formată prin transformarea unei limbi auxiliare, rudimentare, folosite numai în contactul cu alte etnii, într-o limbă de sine stătătoare peste un substrat lingvistic anterior). În cazul japonezei, conform acestei ipoteze, substratul este o limbă altaică, iar superstratul este o limbă astroneziană, sau invers. Structura gramaticală este altaică, iar vocabularul de bază este astronezian.

- Limba japoneză este înrudită cu limbi ale Asiei de Sud. Ono Susumu sugerează o posibilă legătură cu limba tamilă, un reprezentant al limbilor dravidiene vorbite în sudul Indiei.

Specialiștii în istoria limbii japoneze sunt de acord că japoneza și ryukyuana se înrudesc formînd familia de limbi japonice, și apreciază că înrudirea cu limba vorbită în Goguryeo este foarte probabilă. Relația cu limba coreeană, deși foarte plauzibilă, este încă în discuție. Ipoteza originii altaice are relativ puțină trecere, iar înrudirea cu limba tamil este privită cu multă rezervă.
Trebuie menționat că rezultatele studiilor lingvistice se confruntă adesea cu piedici de natură neștiințifică, precum interesele politice ori fricțiunile dintre țări sau populații. Aceeași situație se întîlnește și în Japonia, care are o istorie lungă de conflicte cu popoarele învecinate.

## Distribuția geografică
Deși limba japoneză este vorbită aproape în exclusivitate în Japonia, a fost și mai este încă vorbită și în alte țări. Pe perioada ocupației japoneze din Coreea, Taiwan, regiuni din China și diferite insule din Pacific locuitorii acestor teritorii au fost obligați să învețe limba japoneză, într-un program de extindere a imperiului japonez. Ca urmare există încă mulți oameni în aceste zone care vorbesc japoneza în locul limbilor locale, sau pe lîngă acestea. În plus emigranții japonezi, o mare parte dintre care trăiesc în Statele Unite ale Americii (în special în statele California și Hawaii) și în Brazilia, vorbesc încă frecvent limba japoneză. Descendenții lor (numiți în japoneză nikkei 日系, adică "de origine japoneză") adesea nu mai vorbesc fluent limba japoneză. Se estimează de asemenea că mai multe milioane de oameni studiază limba japoneză ca limbă străină.

### Statutul oficial
Japoneza este în mod natural limba oficială a Japoniei, iar Japonia este singura țară care are ca limbă oficială unică japoneza (dar pe insula Angaur din Republica Palau japoneza este limbă oficială împreună cu limba angaur și engleza). Există numeroase graiuri și dialecte care demonstrează o apreciabilă fragmentare geografică a populației în decursul istoriei. O data cu răspîndirea radioului și televiziunii, prin politica guvernamentală de modernizare a limbii, japonezii de pe tot teritoriul au intrat în contact tot mai frecvent cu limba așa-zisă standard (hyōjungo 標準語) și diferențele față de graiurile locale s-au atenuat. Japoneza standard este limba predată în școli, folosită în mass media, și acest articol se referă la ea.
Fiind vorbită aproape exclusiv de japonezi, limba japoneză este strîns legată de cultura Japoniei, și invers. Există nenumărate cuvinte care descriu anumite elemente de cultură, tradiție și obiceiuri japoneze (de exemplu 和 wa, 根回し nemawashi, 改善 kaizen, 切腹 seppuku) și care nu au corespondent în alte limbi. Acest fenomen, deși nu este specific doar Japoniei, este aici amplificat de lungile perioade în care cultura japoneză s-a dezvoltat în izolare aproape totală față de orice influențe exterioare.

### Dialecte
Din cauza îndelungii izolări atît externe cît și interne (caracterul de arhipelag, numeroasele zone muntoase) limba japoneză are mai multe zeci de dialecte. Acestea diferă de obicei prin: accentul muzical, modul de inflexionare, vocabular, particule, și pronunție. Mai rar, unele dialecte pot diferi și prin inventarul de vocale și consoane.
Regiuni aflate la distanțe mari pot avea dialecte care nu sunt inteligibile vorbitorilor japonezei standard, cum este cazul dialectelor Tsushima-ben și Tōhoku-ben ("-ben" înseamnă dialect regional). Dialectul vorbit în Kagoshima din sudul insulei Kyūshū este cunoscut ca fiind neinteligibil chiar și pentru locuitorii altor regiuni învecinate de pe aceeași insulă. Tehnic vorbind, dialectul Kagoshima se suprapune doar 84% cu dialectul standard. Pentru comparație, vocabularul limbii române se suprapune în proporție de peste 70% cu celelalte limbi romanice.
Deși frecvent se afirmă că limbile ryukyuane vorbite în insulele prefecturii Okinawa ar fi dialecte ale limbii japoneze, măsura în care acestea sunt neinteligibile pentru vorbitorii de japoneză standard face mulți lingviști să concludă ca limbile ryukyuane sunt limbi aparte, dar din aceeași familie a limbilor japonice cu limba japoneză.
Un studiu recent sugerează că toate dialectele limbii japoneze s-ar trage dintr-o limbă fondatoare comună vorbită de cultivatorii de orez care au venit pe arhipelagul nipon acum cca 2.200 de ani de pe peninsula coreeană, și nu dintr-o limbă a vînătorilor-culegătorilor care au populat arhipelagul acum cca 30.000 de ani.

#### Dialectul Kansai
Numit Kansai-ben (関西弁?), acest dialect este vorbit în regiunea Kinki. Strict vorbind, avem de-a face de fapt cu mai multe dialecte relativ distincte vorbite în Regiunea Kansai, cel mai cunoscut fiind dialectul din Osaka, "Osaka-ben".
- dialectul Ōmi (近江弁) pe teritoriul provinciei istorice Ōmi
- dialectul Kyōto (京都弁) în Kyoto și împrejurimi)
- dialectul Maizuru (舞鶴弁) în Maizuru și Reinan (sud-vestul Prefecturii Fukui)
- dialectul Tamba (丹波弁) în provincia istorică Tamba
- dialectul Ise (伊勢弁) în provincia istorică Ise
  - dialectul Shima (志摩弁) în sudul peninsulei Shima
- dialectul Iga (伊賀弁) în provincia istorică Iga
- dialectul Ōsaka (大阪弁) + diferite dialecte în Prefectura Ōsaka
  - dialectul Semba (船場言葉) în Semba în Chūō-ku
  - dialectul Settsu (摂津弁) în provincia istorică Settsu
  - dialectul Kawachi (河内弁) în provincia istorică Kawachi
  - dialectul Senshū (泉州弁) în provincia istorică Izumi
- dialectul Kōbe (神戸弁) în Kōbe și împrejurimi
- dialectul Banshū (播州弁) în provincia istorică Harima
- dialectul Nara (dialectul Yamato; 奈良弁) în Prefectura Nara
  - Totsukawa (十津川弁) în sudul Yoshino-gun
- dialectul Kii (紀州弁) pe teritoriul provinciei istorice Kii
- dialectul Awaji (淡路弁) pe insula Awaji

##### Unele caracteristici ale dialectului Kansai
- accent diferit în comparație cu japoneza standard:

|            | Dialectul Kansai | Japoneza standard | Română                               |
| ---------- | ---------------- | ----------------- | ------------------------------------ |
| 日本       | ni↘hon           | ni↗ho↘n           | Japonia                              |
| 二本       | niho↗n           | ni↘}hon           | două obiecte lungi (de ex. creioane) |
| 橋         | ha↘shi           | ha↗shi            | pod                                  |
| 箸         | ha↗shi           | ha↘shi            | bețișoare                            |
| 恋         | ko↘i             | ko↘i              | dragoste                             |
| 鯉         | ko↗i             | ko↘i              | crap (pește)                         |
| こんにちは | Ko↗n↘nichi↗wa    | Ko↗nnichiwa       | Bună ziua!                           |
| ありがとう | Ariga↗to↘u       | A↗ri↘gatou        | Mulțumesc!                           |

- vocabular diferit:

| Dialectul Kansai                   | Japoneza standard                       | Română                                              | Note | Exemple                                                                                               |
| ---------------------------------- | --------------------------------------- | --------------------------------------------------- | --- | --- |
| akan, akimahen (forma de politețe) | dame, ikemasen, shimatta                | greșit, nu este bine, trebuie, auleu!               | prescurtare de la "rachi ga akanu" (埒が明かぬ) însemnînd "nu a fost rezolvat". -ta(ra) akan înseamnă "nu e voie ...", -na akan înseamnă "trebuie ...".                             | Tabeta(ra) akan. = "Nu ai voie să mănînci." : Tabena akan = "Trebuie să mănînci."                     |
| aho                                | baka                                    | prost, idiot, tîmpit                                | deseori folosit ca glumă | Honma aho ya nā. = "Tu chiar că ești idiot."                                                          |
| chau                               | chigau, dewa nai, janai                 | nu este, nu este bine, nu, greșit                   | repetarea chau chau este deseori folosită în fraze negative informale | Chauchau chau n chau? = "Nu este cîine chow chow, nu?" (joc de cuvinte în dialectul Kansai)           |
| dabo                               | baka                                    | prost, idiot, tîmpit                                | folosit în Kobe și Banshu; mai tare decît aho | |
| dekka, makka                       | desu ka, masu ka                        | formă politicoasă                                   | desu, masu + ka (particulă interogativă); puțin arhaic | Mōkarimakka? = "Cum merg afacerile?"                                                                  |
| denna, manna                       | desu ne, masu ne                        | copulă de politețe                                  | desu, masu + na; puțin arhaic | Bochi-bochi denna. = "Așa și așa, ce să zic?"                                                         |
| desse, masse                       | desu yo, masu yo                        | formă de politețe                                   | desu, masu + e (schimbare de la yo); puțin arhaic | Ee toko oshiemasse! = "Hai, să-ți arăt un loc frumos!"                                                |
| dessharo, massharo                 | deshō, darō                             | formă de politețe                                   | desu, masu + yaro; puțin arhaic | Kyō wa haremassharo. = "Astăzi s-ar putea să se facă timp frumos."                                    |
| donai                              | donna, dō                               | cum, cît de (demonstrativ)                          | konai înseamnă konna (astfel, ca asta de lîngă mine), sonai înseamnă sonna (astfel, ca aia de lîngă tine), anai înseamnă anna (așa, ca aia de acolo)                                | Donai deshita? = "Cum a mers?"                                                                        |
| do                                 |                                         | excesiv (prefix)                                    | deseori folosit cu sens negativ | do-aho! = "Așa prostănac ca tine, mai rar!"                                                           |
| dotsuku                            | naguru                                  | a burduși pe cineva                                 | do + tsuku (突く; prick, push) | Anta, dotsuku de! = "Bă, te burdușesc, pe bune!"                                                      |
| donkusai                           | manuke, nibui                           | prost, neîndemînatic, ineficient, leneș             | literal "mirosind a tîmpit" | |
| ee                                 | yoi, ii                                 | bun, în ordine                                      | | Kakko ee de. = "Ce mișto arăți!"                                                                      |
| egetsunai                          | akudoi, iyarashii, rokotsu              | rău, vicios, depravat                               | | Egetsunai yarikata = "Fel depravat de a face ceva"                                                    |
| gotsui                             | ikatsui, sugoi                          | grozav, mare                                        | gottsu înseamnă "foarte" sau "teribil de" la fel ca și metcha. | Gotsui kii = "Copac înalt"                                                                            |
| gyōsan                             | takusan                                 | o groază de, multe                                  | și yōsan și yōke | Gyōsan tabei ya. = "Mănîncă pînă te saturi."                                                          |
| hokasu                             | suteru                                  | a arunca, a se descotorosi de                       | și horu | Sore hokashitoite. = "Arunc-o, te rog."                                                               |
| hannari                            | hanayaka, jōhin                         | elegant, splendid, grațios                          | | Hannari shita kimono = " Kimonou elegant"                                                             |
| honnara, hona                      | (sore)dewa, (sore)ja, (sore)nara        | atunci, în acest caz, dacă este adevărat            | deseori folosit ca un "la revedere" informal. | Hona mata. = "Pa!"                                                                                    |
| honma                              | hontō                                   | adevărat, real                                      | | Sore honma? = "Este adevărat?"                                                                        |
| ikezu                              | ijiwaru                                 | răutăcios                                           | | Ikezu sen toitee na. = "Te rog, nu fii așa de răutăcios!"                                             |
| jibun                              | omae, anta, kimi etc.                   | tu,                                                 | Înseamnă "însuși" sau "(a face ceva) singur" în japoneza standard; ca pronume de persoana a doua este specific dialectului Kansai.                                                  | Ore, Misudo iko omoten nen. Jibun wa? = "Cred că o să merg la restaurantul Mister Donut. Tu ce faci?" |
| kamahen, kamehen                   | kamawanai                               | n-are importanță                                    | prescurtare de la "kamai wa senu" | Kamahen, kamahen. = "Nu mă deranjează, este OK."                                                      |
| kanan                              | iya da, tamaranai                       | neplăcut, nu-i binevenit                            | prescurtare de la "kanawanu" | |
| kashiwa                            | toriniku                                | carne de pasăre                                     | | |
| kattā shatsu, kattā                | wai shatsu                              | cămașă bărbătească                                  | kattā este un joc de cuvinte de la "cutter" (engl.) și "katta" (căștigat, bătut, învins).                                                                                           | |
| kettai-na                          | kimyō-na, hen-na, okashi-na, fushigi-na | straniu, bizar                                      | | Kettai-na fuku ya na. = "Ce haine bizare!"                                                            |
| kettakuso warui                    | imaimashii haradatashii                 | enervant, stupid, iritant                           | kettai + kuso "căcat" + warui "rău" | |
| kii warui                          | kanji ga warui, iyana kanji             | a nu se simți bine                                  | kii este forma cu vocala prelungită de la ki (気). | |
| kosobai, koshobai                  | kusuguttai                              | gîdilos                                             | | |
| maido                              | dōmo                                    | salutare comercială                                 | sensul original este "mulțumesc întotdeauna" | Maido, irasshai! = "Cu ce vă putem servi?"                                                            |
| makudo                             | makku                                   | Restaurantul McDonald's                             | prescurtare de la "Makudonarudo" (pronunția în japoneză a cuvântului McDonald's) | Makudo iko. = "Hai la McDonald's!"                                                                    |
| metcha, messa, mutcha              | totemo, chō                             | foarte                                              | folosit în special de cei tineri; prescurtare de la "mecha-kucha" și "mucha-kucha"                                                                                                  | Metcha omoroi mise shitten nen. = "Știu un magazin foarte interesant."                                |
| nā                                 | nē                                      | particulă gramaticală pusă la sfîrșitul propoziției | poate însemna diferite lucruri depinzînd de context și de inflexiunea vocii. A fost ales cel de al treilea cuvânt dificil tradus de către 1000 de lingviști internaționali.         | |
| nanbo                              | ikura                                   | cît de mult/scump, oricît de                        | | Sore nanbo de kōta n? = "Cât ai dat pe ea?"                                                           |
| nen                                | no da, n da, no yo                      | particulă pusă la sfîrștul propoziției              | și neya, ne and nya. neya este puțin arhaic, ne este presurtarea de la nen iar nya este uneori folosit la Kyoto.                                                                    | Nande ya nen! (stereotip în dueturile comice manzai) = "Sper că glumești!", "Ce dracu'?!"             |
| nukui                              | atatakai, attakai                       | cald                                                | | |
| ōki ni                             | arigatō                                 | mulțumesc                                           | prescurtare de la "ōki ni arigatō" („mulțumesc frumos”, ōki ni înseamnă "foarte mult"). Bineînțeles că și arigatō este folosit. Cîteodată folosit în mod ironic ca "Mulțumesc, nu". | |
| oru                                | iru                                     | este/sunt [oameni/animale]                          | mai informal sau arogant decît iru | Doko ni oru n? = "Unde ești?"                                                                         |
| sakai (ni)                         | kara, node                              | deoarece, că                                        | puțin arhaic; și yotte (ni) | Ame ya sakai kasa saso. = "Hai să dechidem umbrela, că plouă."                                        |
| shānai                             | shōganai, shikataganai                  | n-ai ce-i face                                      | | |
| shibaku                            | naguru, tataku                          | a lovi pe cineva (cu mîna sau cu băț etc.)          | | Shibaitaroka! ( < shibaite yarō ka) = "Vrei o bătaie zdravănă!?"                                      |
| shindoi                            | tsukareru, tsurai, kurushii             | obosit, mort de oboseală                            | schimbare de la shinrō (辛労; greutate). shindoi este acum folosit în toată Japonia. Și erai (puțin arhaic).                                                                        | Aa, shindoi. = "A, sunt mort de oboseală."                                                            |
| shōmonai                           | tsumaranai, omoshirokunai, kudaranai    | plictisitor, neimportant, neinteresant              | | |
| ten                                | ta no da, ta n da, ta no yo             | particulă pusă la sfîrșitul propoziției             | timpul trecut de la nen | Kinō Umeda itten. = "Ieri am mers la Umeda."                                                          |
| uchi                               | watashi, atashi                         | eu (fete)                                           | | Uchi no koto dō omoteru non? = "Ce crezi despre mine?"                                                |
| wai                                | ore                                     | eu (bărbați)                                        | arhaic; washi > wai | |
| ware                               | temee, omae, kisama                     | tu (nepoliticos)                                    | Înseamnă "eu" sau "mie" în japoneza standard arhaică; folosit și ca pronume de persoana a doua este specific regiunii Kansai.                                                       | Itemaudo ware! = "Te termin!" (cuvinte tipice la bătaie)                                              |
| wate                               | watashi                                 | eu                                                  | arhaic; watashi > watai > watee > wate | Wate ni makashitoki! = "Mă ocup eu de asta!"                                                          |
| waya                               | mucha-kucha, dainashi, dame             | fără rezultat, rău                                  | | Sappari waya ya. = "Nu e bine de loc."                                                                |
| yan                                | jan                                     | copulă                                              | prescurtare de la yanka; mai recent | |
| yan'na                             | dayona, dayone                          | copulă                                              | yan + na; folosit mai mult de tineri | |
| yanka, yanke                       | dewa naika, janaika                     | copulă                                              | yanke este folosit mai ales de bărbați | |
| yaru                               | yaru, ageru                             | a da (informal)                                     | folosit mai des decît în japoneza standard | |
| yasu                               | kudasai, nasaimase                      | copulă politicoasă                                  | arhaic; folosit în special în Kyoto | Oide yasu/Okoshi yasu. = "Bunvenit."                                                                  |

#### Alte caracteristici dialectale
- dialectul Tōhoku, numit și zūzū-ben: se caracterizează printre altele prin înlocuirea silabei shi cu zu, de exemplu, zumbun în loc de shimbun (ziar)[4]
- dialectul Kagoshima: folosește uneori cuvinte greu inteligibile pentru cei neinițiați. Oidon în loc de watashi (eu), omansa în loc de anata (tu), yoko ogoisa pentru utsukushii onna no ko (fată drăguță), yoka nisedon pentru hansamu na otoko (bărbat prezentabil).
- dialectul Wakayama: folosește verbul japonez pentru a fi inversat: în limbajul standard aru" este folosit pentru obiecte, iar oru pentru ființe, dar în nu și în dialectul Wakayama.
- dialectul Hakata: cînd vrei să atragi atenția cuiva, în limbajul standard se folosește ano ne (dă-mi voie să te întreb ceva/să-ți spun ceva). În Hakata-ben se atrage atenția partenerului de discuție zicînd ano kusa. O altă caracteristică este înlocuirea i-ului final din adjective prin ka: samui (frig) devine samuka, atsui→atsuka.
- dialectul Kagawa: cuvinte proprii: hokko în loc de baka (idiot).

## Fonetica
Pentru detalii citiți articolul principal: Fonetica limbii japoneze
Cuvintele japoneze se compun din silabe scurte (more, singular moră) formate din o consoană urmată de o vocală, ca în exemplele Hiroshima hi-ro-shi-ma, Nagasaki na-ga-sa-ki. La această regulă generală există cîteva excepții: 1. Uneori consoana poate lipsi, lăsînd vocala să formeze singură mora. 2. Rolul de consoană poate fi jucat de semivocalele y și w. 3. Consoana nazală n poate forma singură o moră, făra aportul unei vocale. 4. O altă moră aparte este stopul, care este o pauză de lungime egală cu o moră în care se pregătește pronunția consoanei următoare. 5. Între consoana și vocala unei more normale se poate intercala semivocala y. 6. Prin alungirea vocalei se poate obține o moră dublă.
Fiecare moră pronunțată durează aproximativ același interval de timp, ceea ce a adus limbii japoneze epitetul de limbă metronomică.

### Sunetele limbii japoneze
Vocale: În limba japoneză există cinci vocale, foarte asemănătoare cu cele din limba română sau limba italiană. Acestea sunt (în ordine): a, i, u, e, o. Ele sunt practic identice cu echivalentele lor din limba română, mai puțin u, care este nerotunjit, undeva între î românesc și ü german.
Consoanele sunt și ele mai puțin numeroase decât cele din limba română. Inventarul lor se compune din: k, g, s, z, t, d, n, h, b, p, m, și r. Trebuie făcute totuși următoarele observații:
- s urmat de i se pronunță aproximativ ca ș românesc. Similar, succesiunea z-i devine ji.

- t urmat de i se pronunță aproximativ ca primul sunet din cuvântul românesc cireșe. Similar, d-i devine ji cu o pronunție indiscernabilă de cazul lui ji provenit din z-i.

- t urmat de u se pronunță aproximativ ca ț românesc din țuică. Similar, d-u devine zu.

- h urmat de u se apropie în pronunție de f, dar rămîne undeva la mijloc.

- În mora ni sunetul n este ceva mai moale, asemănător cu ñ din spaniolă.

- Sunetul r din japoneză este undeva între r și l din română.

- Semivocalele y și w pot începe o moră, dar nu orice combinație este posibilă. Există trei more cu y, anume ya, yu și yo, și două more cu w: wa și wo (deși ultima se pronunță simplu o).

- Elementul nazal n reprezintă un caz aparte de consoană care singură poate juca rolul unei more. El nu poate apărea la începutul cuvântului. Cînd este urmat de b, p sau m pronunția lui se schimbă în mod natural în m.

- Stopul (dublarea consonantică) se manifestă prin alungirea timpului de așteptare pînă la emisia consoanei următoare.

### Accentul
Accentul în limba japoneză se manifestă prin schimbarea înălțimii sunetului de la o moră la alta. Accentul are numai un rol secundar, existînd puține situații în care schimbarea melodiei cuvântului produce modificarea sensului. Dialectele japoneze prezintă diferențe mari în ceea ce privește tipul, poziția și amplitudinea accentului.

## Gramatica
Gramatica limbii japoneze, deși foarte diferită de cea a limbii române de exemplu, este relativ simplă și regulată (fără multe excepții), ceea ce permite învățarea ei destul de repede. Din exact același motiv pentru japonezii nativi învățarea limbilor străine implică un efort suplimentar.
În cele ce urmează vor fi prezentate cîteva din caracteristicile gramaticii limbii japoneze.
- Ordinea de bază a cuvintelor în propoziție este subiect-complement-verb predicativ. De asemenea, în general complementele circumstanțiale se pun în ordinea timp-mod-loc.

- Structura de bază a enunțurilor este temă-remă. Tema este un termen cu înțeles larg; el poate coincide sau nu cu subiectul enunțului și cuprinde alte informații deja cunoscute, sau care nu trebuie explicate. Rema este partea din enunț care aduce informație nouă în dialog. Să luăm de exemplu propoziția こちらは田中さんです。kochira wa Tanaka-san desu (Acesta este domnul Tanaka.). Cuvîntul kochira (aici, în această direcție) este urmat de particula wa folosită pentru a marca tema și arată despre ce va fi vorba în continuare. Ca urmare, sensul lui kochira wa este "în ceea ce privește această persoană de față". Tanaka-san (domnul/doamna/domnișoara Tanaka) este informația nouă, iar la final apare desu care este aproximativ echivalent cu a fi. Japoneza, similar cu chineza și coreeana, este deci o limbă în care topicul și subiectul nu se confundă, ci adesea se enunță separat. Un exemplu în acest sens este propoziția 象は鼻が長い。 zoo wa hana ga nagai (Elefantul are trompa lungă.) care tradusă textual ar suna "În ceea ce îl privește pe elefant, trompa este lungă". Topicul este 象 zoo (elefant), iar subiectul este 鼻 hana (nas) marcat de particula ga. De observat că 長い nagai (lung), este un adjectiv predicativ, formează singur predicat nominal, echivalent cu "este lung".

- Substantivele japoneze nu au gen, nici număr și nu se articulează. Cuvîntul 本 hon poate să însemne la fel de bine o carte, cartea, niște cărți sau cărțile. Dacă numărul este important contextul trebuie construit de așa natură încît să se înțeleagă. În mod excepțional pentru substantive care reprezintă persoane este posibil să se indice pluralul prin anumite sufixe (-tachi, -ra sau -domo). De exemplu 僕 boku ("eu," folosit de băieți/bărbați) devine la plural bokura sau bokutachi (noi). De remarcat că în japoneză pronumele personale se comportă ca substantive. Totuși în unele construcții sufixul -tachi nu este un plural în adevăratul sens al cuvântului, ci indică un grup de persoane dintre care cel numit este doar un reprezentant. De exemplu お母さん okaasan înseamnă "mamă," dar お母さん達 okaasantachi nu înseamnă "mame," ci "mama și ceilalți împreună cu ea." De asemenea, un număr de cuvinte din fondul japonez vechi formează pluralul prin reduplicare: 人 hito înseamnă "om", iar 人々 hitobito înseamnă "oameni;" pe de altă parte reduplicarea poate avea și alte roluri: 時 toki înseamnă "timp," dar 時々 tokidoki înseamnă "uneori". Caracterul special 々 este folosit pentru marcarea reduplicării; partea a doua a dubletului are adesea consoana inițială schimbată.

- Substantivele nu au de regulă nici o inflexiune, funcția lor sintactică fiind indicată de particule așezate imediat după acestea. În afară de particula topicului は wa introdusă anterior, posesiunea se marchează prin particula の no, subiectul prin particula が ga, complementul direct prin particula を o, complementul indirect prin particula に ni, și altele. Exemple: 空の色 sora no iro (culoarea cerului, sora înseamnă cer), 水を飲む mizu o nomu (a bea apă, mizu înseamnă apă) 歯が痛い ha ga itai (dintele doare, mă doare un dinte, etc.), 学校に行く gakkō ni iku (a merge la școală). În japoneza vorbită o parte din aceste particule se pot omite.

- Verbele japoneze se conjugă la două timpuri, numite tehnic "trecut" și "non-trecut", al doilea fiind echivalent cu prezentul+viitorul din limba română. Nu există nici o inflexiune după număr sau persoană. De exemplu 行く iku poate să însemne merg, mergi, merge, mergem ș.a.m.d. Verbele au cîteva forme de bază din care se obține întreaga listă de conjugare. În afară de forma de infinitiv a verbului, care este aceeași cu indicativul prezent, cele mai importante sunt: forma negativă, forma de politețe, imperativul tare ("du-te!"), imperativul colectiv ("hai să mergem!"), forma "-te," trecutul, și două forme de condițional. Forma așa-numită "-te," aproximativ echivalentă cu gerunziul din limba română, ajută la exprimarea a numeroase timpuri și moduri. De exemplu construcția "-te iru" exprimă acțiuni curente, continue sau repetitive, sau stări care au început în trecut și continuă și în prezent; construcția "-te ita," care este varianta de trecut a precedentei, exprimă acțiuni continue din trecut (similar cu imperfectul din română) sau stări care în românește s-ar exprima prin mai mult ca perfectul. Tot forma "-te" ajută la formarea modului imperativ, prin construcția "-te kudasai," și la coordonarea propozițiilor în frază.

- Există trei categorii mari de adjective în limba japoneză, diferite între ele din punct de vedere sintactic: adjectivele "-i," adjectivele "-na" și adjectivele propriu-zise care însă sunt foarte puține la număr. Adjectivele "-i" sunt cele care la forma de bază se termină în mora い i ca în exemplul menționat 長い nagai (lung). Această categorie de adjective se comportă similar cu verbele, de exemplu formînd negativul în același fel, putîndu-se pune la modul condițional, și conjugîndu-se chiar la cele două timpuri: trecutul lui 長い este 長かった nagakatta (era/a fost lung). Pe de cealaltă parte, adjectivele "-na" se comportă mai degrabă ca niște substantive, nesuportînd vreo flexionare. Ele pot fi folosite independent, fără să determine un substantiv. Diferența dintre aceste adjective și substantivele propriu-zise constă în faptul că un adjectiv "-na" poate să determine un substantiv: 静かな子 shizuka na ko (un copil liniștit). Adjectivele propriu-zise formează o categorie restrînsă; ele nu pot fi folosite pe post de predicat și nici ca substantiv independent. De exemplu 色んな人 ironna hito (feluriți oameni).

- Verbul する suru (a face) este folosit împreună cu o serie de substantive pentru a forma o categorie numeroasă de verbe, similare cu expresiile românești "a face curat" și "a face nani." De exemplu, din 勉強 benkyō (studiu) se formează 勉強する benkyō suru (a studia).

- Există un număr imens de verbe compuse, formate din perechi de verbe care își combină înțelesurile pentru a crea un nou concept. De exemplu 入り込む hairikomu (a introduce) se compune din hairu (a intra) și komu (a înghesui). De remarcat că și cuvântul românesc "introduce" are la origine tot două componente similare.

- Deși limba japoneză are o colecție imensă de pronume personale (există cîteva zeci de feluri de a spune "eu") acestea se folosesc puțin frecvent. Adesea ele se înlocuiesc prin numele persoanelor respective sau pur și simplu nu se introduc deloc în propoziție atunci cînd se pot subînțelege (și nu numai atunci!). De exemplu, propoziția 忙しい。isogashii conține un singur cuvânt, dar din context se poate înțelege dacă înseamnă "(Eu) sunt ocupat" sau e vorba despre altcineva. Pronumele personale au început să fie folosite mai mult abia de aproximativ un secol, cînd traducerea literaturii străine (plină de pronume) a luat avînt. În plus, pronumele personale din japoneză se pot considera ca fiind niște substantive mai aparte, deoarece la fel ca substantivele pot fi determinate de adjective, ceea ce nu se întîmplă în limba română. De exemplu 間抜けな彼は何もしない。 manuke na kare wa nanimo shinai. (El, prostul, nu face nimic.) În traducerea românească a trebuit înlocuită construcția adjectivală cu o apoziție; o traducere textuală ar suna "El prost nu face nimic," care ar fi corectă gramatical înlocuind de exemplu pronumele "el" cu substantivul "omul."

- Mai ales în limba japoneză vorbită se folosesc "particule finale," cuvinte scurte (în general de o singură moră) plasate la sfîrșitul propozițiilor, care pot avea diferite roluri în a preciza statutul informației din propoziția respectivă. De exemplu, față de afirmația simplă "Plouă.", variantele următoare se pot traduce în limba japoneză doar prin folosirea unei astfel de particule (parantezele clarifică situațiile respective prin extinderea enunțului):

雨が降ってるよ。 "Vezi că plouă! (Ia-ți umbrela.)"
雨が降ってるね。 "Ia uite, plouă... (Cum ne mai întoarcem acasă?)"
雨が降ってるわ。 "Vai dragă, plouă! (feminin)"
雨が降ってるさ。 "Plouă, măi... (De-asta nu merg cu voi la munte.)".
- Limba japoneză este bogată în cuvinte și expresii onomatopeice și psihomimetice, grupate în două categorii mari: "giongo" (onomatopee propriu-zise, care imită sunete din natură) și "gitaigo" (care exprimă stări fizice sau psihice omenești). În timp ce "giongo" există în toate limbile (de exemplu wan-wan corespunde lui "ham ham" din limba română) expresiile "gitaigo" sunt mult mai numeroase decît în alte limbi. Exemple de "gitaigo": nuru-nuru (a fi alunecos), pika-pika (a sclipi), pera-pera (a vorbi mult sau fluent), shiin (a fi foarte liniște), sukkiri (sentimentul de a fi scăpat de o grijă), hakkiri (direct, fără ocolișuri, despre felul de adresare), etc. Dacă în general cuvintele oricărei limbi se pot considera simboluri care reprezintă la nivel auditiv niște idei fără ca de obicei să existe o legătură evidentă între sunet și concept, onomatopeele (din orice limbă) prezintă o legătură clară între ele, pisica face miau pentru că într-adevăr glasul pisicii se poate aproxima prin pronunția miau. Din acest punct de vedere expresiile psihomimetice "gitaigo" sunt o categorie intermediară de cuvinte în care legătura cu conceptele exprimate nu este nici evidentă, dar nici absentă. După învățarea unui număr apreciabil din aceste cuvinte atît copilul japonez cît și studentul la limba japoneză ajung să poată ghici, ajutați eventual și de context, ce înseamnă un "gitaigo" nou auzit; ei pot de asemenea să creeze noi cuvinte de acest fel care au mari șanse să fie înțelese corect de interlocutor. De subliniat este faptul că "giongo" și "gitaigo" se folosesc foarte frecvent, nu numai de copii ci și de adulți, atît în conversație cît și în scris.

- Un alt aspect specific limbii japoneze este grija cu care se ține cont de originea informației pe care fiecare propoziție o transmite. Dacă în limba română spunem uneori "Cred că..." "Probabil că..." "Se pare că..." etc., limba japoneză este considerabil mai sistematică și mai nuanțată în acest sens. Există de exemplu mai multe expresii echivalente cu "probabil că," fiecare din ele comunicînd un nivel de probabilitate diferit. Se poate considera că această minuțiozitate are legătură cu caracteristica mai generală a japonezilor de a-și asuma responsabilitatea pentru ceea ce fac.

- Există multe perechi de verbe cu același sens din care unul e forma tranzitivă iar celălalt forma intranzitivă. În românește ele corespund de exemplu verbului "a hotărî" din propozițiile "Am hotărît programul de lucru" și "S-a hotărît programul de lucru." Deși cele două forme se pot echivala în limba română cu diatezele activă și pasivă ("Ne-au ajutat prin donații" și "Am fost ajutați prin donații"), în japoneză există forme separate ale verbului pentru a indica diateza.

## Politețea
Spre deosebire de cele mai multe limbi, japoneza are un sistem gramatical și lexical complex de a exprima diferite grade de politețe. Se poate afirma că există cel puțin trei niveluri de politețe, deși o asemenea teoretizare este aproape imposibilă, iar delimitarea nivelurilor este dificilă din cauza întrepătrunderilor dintre acestea.
Copiii învață în primii ani de viață un mod de exprimare simplu, familiar. Acest mod de exprimare este folosit de toți vorbitorii nativi atunci cînd se gîndesc, cînd vorbesc cu ei înșiși (se întîmplă relativ des), cînd vorbesc cu persoane de rang social și profesional egal sau inferior, sau în cadrul familiei indiferent de virstă. Gramatical este modul cel mai simplu și mai scurt, iar stilistic este modul cel mai direct. Se spune că chiar în fața împăratului, dacă pe un japonez îl pișcă un țînțar, el va spune 痛い! itai! (doare!, echivalent cu "Au!"), care nu conține nici un element de politețe.
Aproximativ o dată cu începerea anilor de școală copiii sunt îndrumați să folosească față de adulții din afara familiei un mod de exprimare oarecum echivalent cu pluralul de politețe românesc. De remarcat este că încă din timpul școlii elementare acest limbaj politicos este folosit și față de colegii mai mari, chiar și cînd diferența de an școlar este minimă. Gramatical acest mod se obține prin aducerea verbelor predicative la forma așa-numită "-masu". De exemplu verbul 行く iku (merg) devine 行きます ikimasu. Cînd predicatul este exprimat printr-un adjectiv "-i" sau este format copulativ printr-un adjectiv "-na" sau un substantiv, în modul acesta de politețe se adaugă cuvântul です desu care este varianta de politețe a copulei だ da echivalentă cu "a fi." Astfel, în timpul unei consultații, pacientul îi poate spune doctorului 痛いです。 itai desu. (Mă doare.). De observat ca în limba română politețea se exprimă numai cînd verbele sunt la persoana a doua singular, prin trecerea lor la plural; prin comparație în japoneză toate propozițiile se schimbă.
Al treilea nivel de politețe, numit 敬語 keigo (respect, reverență), nu este practicat de tineri pînă la "intrarea în societate" (care corespunde cu încadrarea într-un loc de muncă), deși este studiat ca disciplină aparte în timpul liceului. Față de nivelul anterior acesta este mult mai complex, și presupune cunoașterea unor cuvinte complet diferite, folosite numai în acest scop. Aceste cuvinte speciale se împart în două categorii: onorifice și umile. Primele au rolul de a îl preamări pe interlocutor și pe membrii grupului acestuia (companie, familie, școală, etc.), iar ultimele arată umilința vorbitorului sau a celor din grupul lui. In general nu toți japonezii ajung să stăpînească bine acest mod de adresare.
O parte din elementele acestui nivel de politețe au pătruns în vorbirea curentă, ca de exemplu sufixarea numelor de persoane cu particula onorifică -san: Nakamura-san înseamnă domnul/doamna/domnișoara Nakamura. Sufixul -san nu se aplică niciodată la propriul nume; de asemenea nu se folosește pentru a numi pe cineva din propriul grup în conversația cu cineva din afara grupului. Adesea însă doar -san nu este suficient. Față de un profesor, avocat, doctor, acest sufix se înlocuiește cu -sensei. De observat că sensei poate fi folosit și independent, cu sensul de domnule învățător, doamnă învățătoare, domnule doctor, etc. Alte formule de adresare mai sunt și: -kun pentru egali sau inferiori de sex masculin, diminutivul -chan pentru copii sau animale de casă, -senpai pentru colegi din anii mai mari, kōhai pentru colegii din clasele inferioare, etc. Un grad mai mare de politețe este exprimat prin sufixul -sama care e folosit pentru clienții firmei, pentru persoane de rang mult superior (dacă -sensei nu se poate aplica), sau pe plic după numele destinatarului.
Tot ca element de politețe este adăugarea prefixelor onorifice o- sau go- la substantive. Numărul substantivelor care pot fi modificate astfel este destul de mare. Regula generală este ca la cuvintele de origine japoneză să se adauge お o-, iar la cele de origine chineză ご go- (amîndouă scrise în kanji 御, dar adesea lăsate în hiragana). De exemplu お友達 o-tomodachi înseamnă "prietenul dumneavoastră" (o traducere literală, dar nerealistă, ar fi "onoratul dumneavoastră prieten"). La fel ご質問 go-shitsumon înseamnă "întrebare", și anume întrebarea pe care "onoratul client" (de exemplu) ar putea s-o aibă. În unele cazuri aceste prefixe onorifice sunt folosite preponderent de femei, iar în alte cazuri prefixele au devenit inseparabile de cuvânt, ca în exemplul ご飯 gohan (mîncare, orez fiert).
Observație: în limba română există și alte mecanisme de exprimare a politeții în afara pluralului, care aduc puțin cu acest ultim nivel de politețe din japoneză: folosirea pronumelui dumneavoastră, înlocuirea demonstrativelor ăsta, asta, ăla etc. cu variantele lor acesta, aceasta, acela etc., trecerea verbului e la forma este și în general alegerea unui ton și a unui vocabular potrivite cu interlocutorul.
Se apreciază că în special începînd cu anii 1990 folosirea formelor de politețe în limba japoneză a suferit schimbări, mai ales în rîndul generațiilor tinere. Totuși, există numeroase situații cînd exprimarea politicoasă este absolut inevitabilă, și altele cînd deși se poate accepta o exprimare mai simplă acest lucru este perceput ca o lipsă de educație și de maniere.

## Vocabularul
În vechime, pe parcursul a multe secole de contact cultural și religios cu China, limba japoneză a împrumutat masiv cuvinte din limba chineză astfel încît se consideră că mai mult de jumătate din vocabularul japonez este de origine chineză. Alte limbi care stau la originea a numeroase cuvinte japoneze sunt coreeana și limba ainu. Din contactele cu călătorii portughezi din secolul al XVI-lea au rezultat numeroase împrumuturi din limba portugheză. După redeschiderea Japoniei în secolul al XIX-lea limba olandeză a furnizat o altă serie de cuvinte. O dată cu Era Meiji contactele cu civilizația europeană s-au înmulțit și asfel și-au găsit drumul în limba japoneză numeroase cuvinte din germană, franceză, și mai recent engleză care reprezintă actualmente sursa cea mai productivă de "gairaigo" (cuvinte de origine străină).
În Era Meiji elita culturală a Japoniei a "fabricat" o serie întreagă de neologisme, scrise în kanji, care să echivaleze cuvinte străine, ca de exemplu 化学 kagaku (chimie), 政治 seiji (politică) etc. O parte din acestea au fost copiate și în chineză și coreeană. Prin urmare japoneza, chineza și coreeana dispun de un vocabular de neologisme comun (pe lîngă vechile cuvinte chinezești) într-un mod similar cu existența în Europa a unui vocabular comun de termeni compuși relativ recent din vechi cuvinte latinești sau grecești.
Din vocabularul japonez se pot menționa numeroase cuvinte care au pătruns și în limba română. Cea mai mare parte din ele se referă strict la cultura și tradițiile japoneze, ca de exemplu: haiku, karaoke, origami, sushi, kimono, karate, go, etc. Un exemplu interesant este cuvântul "ricșă" (trăsurică cu două roți, trasă de un om), care vine de la 人力車 jinrikisha (compus din om, putere, și vehicul) și care a ajuns în limba română prin intermediul englezei (rickshaw) și germanei (Rikscha).

### Limbajul feminin
Limbajul feminin (女性語 joseigo?) este caracterizat, în general, de folosirea unui stil cu inflexionare mai accentuată, folosirea mai frecventă a formelor politicoase și interjecții sau pronume caracteristice.

#### Pronume feminine
- „atashi”, „atai” („eu”) [5]

#### Particule feminine
- wa (folosită la sfîrșitul propoziției): Hidoi wa! („Vai, ce rău ești!”)
- mā (folosită la începutul propoziției): Mā, kono hon takai nē? („Vai, ce scumpă este cartea asta, nu crezi?”). Prescurtat în ma este folosită și de bărbați.
- ara (folosită la începutul propoziției): Ara! Mō kita no? („O, ai venit deja?”)
- aramā sau arama (folosită la începutul propoziției): Aramā! Sonna ni jikan ga tatta no? („Vai, ce repede a trecut timpul!”)
- no (folosită la sfîrșitul propozițiilor declarative): Watashi mo ikitai no („Vreau să vin și eu.”)
- koto (folosită la sfîrșitul propozițiilor exclamative): Kirei da koto! („Ce frumos este!”)

#### Asobase kotoba
Asobase kotoba (遊ばせ言葉?) sunt forme honorifice și limbaj politicos exagerat folosit numai de către femei. Se creează prin adăugarea formei asobase la sfârșitul unei inflexiuni de politețe la persoana a doua sau a treia. De exemplu, pe când Sensei ga oide ni naru („Vine domnul profesor”) este o formă de limbaj politicos folosită atât de către bărbați cât și de femei, numai o femeie care vrea să dea dovadă de rafinament și eleganță ar spune Sensei ga oide asobase. Aceste forme erau des folosite de femeile claselor sociale superioare și de curtezanele de rang superior de la Curtea imperială în trecut.

#### Kuruwa kotoba
Este limbajul folosit de prostituatele din „cartierele roșii” (kuruwa) în trecut. Multe dintre ele fiind de la țară, li se cerea să nu vorbească dialectul local, pentru a nu le crea vizitatorilor o impresie neplăcută, așa că s-au inventat cuvinte proprii. De exemplu, watashi („eu”) a devenit wachiki și de arimasu/desu („este”) a devenit de arinsu.

#### Nyōbō kotoba
Nyōbō kotoba (女房言葉) este denumirea unui limbaj creat în era Muromachi (1333-1568) de femei de la curtea imperială pentru a obține o eleganță eufemistică atunci când vorbeau între ele despre mîncăruri sau alte obiecte personale.
Au fost identificate ca. 1000 de astfel de cuvinte, unele dintre ele putînd fi găsite în limbajul feminin contemporan, iar altele în limbajul standard.
Atrase de prestigiul cultural al curții imperiale, femeile din clasele superioare din afara curții imperiale au început să folosească și ele aceste cuvinte, în era Edo (1603-1868) devenind o parte inseparabilă a culturii și educației femeilor din clasele superioare.
Folosirea prefixelor de politețe o-, go- sau mi- și sufixul -moji în limbajul contemporan poate fi atribuită influenței limbajului nyōbō kotoba.

### Limbajul masculin
Limbajul masculin este, în general, mai brut, direct, aspru decît cel feminin. De exemplu, un bărbat uneori zice Hara ga hetta („Mi-e foame”), dar o femeie probabil că va zice O-naka ga sukimashita (același înțeles, dar mult mai politicos).

#### Pronume masculine
- boku, ore, washi („eu”, folosite în funcție de vîrsta vorbitorului și de circumstanțe)
- kimi, omae, kisama („tu”)[7]

#### Particule masculine
- zo (folosită la sfîrșitul propoziției): Atsui zo! („Fii atent că e fierbinte!”)
- ze: Ikō ze! („Hai să mergem!”)
- kai, dai (particule finale pentru formularea întrebărilor; kai pentru întrebări de tipul da-nu, dai pentru restul): Tsukareta no kai? („Ai obosit?”), Itsu kara koko ni iru n dai? („De cînd ești aici?”)

#### Limbajul infantil
Ca și majoritatea altor limbi, și japoneza are un limbaj infantil (numit akachan kotoba). În japoneză vocabularul este caracterizat de următoarele forme fonetice:
- cuvinte alcătuite din 3 more, cu moră specială la mijloc: maNma (în japoneza standard gohan, „mâncare”), aNyo (în japoneza standard ashi, „picio(a)r(e)”)
- cuvinte alcătuite din 4 more, cu more speciale în poziția 2 și 4: waNwaN (în japoneza standard inu, „câine”)[8]

Alte cuvinte folosite de copii sunt: o-toto (în japoneza standard sakana, „pește”), bachii (în japoneza standard kitanai, „murdar”), būbū (în japoneza standard kuruma, „automobil”).

### Limbaj discriminatoriu
1. legate de minoritatea socială burakumin: însuși cuvântul burakumin este considerat discriminatoriu în ziua de astăzi. Alte cuvinte tabu care se referă al acest grup sunt eta, hinin („neoameni”) și yotsu. În locul lor astăzi se folosește dōwa.
2. legate de handicapuri mintale și fizice: în anul 1981, „Anul Internațional al Handicapaților”, guvernul japonez a hotărât ca unele cuvinte care erau considerate discriminatorii de către cei pe care îi viza să fie înlocuite cu altele mai neutre. Exemple: mekura („orb”)→ me no mienai hito sau me no fujiyū na hito („persoană care nu vede”; tsunbo („surd”)→ chōryokushōgaisha (persoană handicapată din punct de vedere al auzului”); akimekura („analfabet”)→ hi-shikijisha („persoană care nu poate descifra cuvinte”); oshi („mut”)→ kuchi no fujiyūna hito („persoană handicapată din punct de vedere al vorbirii”); kichigai („nebun”)→ seishin shōgaisha („persoană handicapată mintal”).
3. legate de profesii: hyakushō, inakappe, tagosaku (toate însemnând „țăran”)→ nōmin („agricultor”); bōzu („călugăr budist”)→ o-bōsan; dokata („salahor”)→ kensetsu rōdōsha („muncitor constructor”)
4. legate de bătrâni și femei: babā („babă”)→ o-bā-san („onorabila bunică); jijii („moș”)→ o-jii-san („onorabilul bunic”); toshima (despre o femeie între două vârste)→ jukujo („femeie matură”)
5. legate de rasă: coreenii, chinezii și alte naționalități au fost ținta acestor cuvinte discriminatorii. De exemplu, asakō („coreean”)→ kankokujin; shinajin („chinez”)→ chūgokujin; ketō („străin păros”, cu alte cuvinte, „occidental”)→ seiyōjin

## Argou
Ca și în cazul celorlalte limbi, și argoul limbii japoneze (zokugo (俗語?) este un set de cuvinte și expresii colocviale care se caracterizează prin schimbare continuă și care sunt considerate distincte și de un nivel mai scăzut din punct de vedere social în raport cu limbajul standard. Argoul, folosit în special de tineri, este folosit pentru a reconfirma identitatea și coeziunea socială și apartenența de un grup specific. Un grup important care a creat argou în Japonia ultimilor ani sunt elevele de liceu. Membrii mafioți yakuza și hoții au și ei un vocabular bogat de expresii argotice. Pentru a-l înțelege, Poliția metropolitană din Tokio publică din când în când o culegere de expresii argotice pentru membrii forțelor de poliție. Numită ingo-shū, această colecție cuprinde ca. 700 de expresii.
Argoul japonez poate fi analizat din punct de vedere al sunetelor, al formării cuvintelor, al semanticii și al funcțiunilor. 

### Sunete
- diftongii din limba standard devin monoftongi în argou: sugoi („grozav”)→sugee (uneori prescurtat în suge); itai („doare”→itee (uneori prescurtat în ite).

### Formarea de cuvinte[9]
- inversiuni: oppai („sâni”)→paiotsu; pochin („penis”)→chinpo
- împrumuturi: pii („vagin”) din chineză (probabil de la mao-pii „blană”)
- contracții, prescurtări: gamo („închisoare”)←Sugamo (numele unei închisori celebre); ta („țigară”)←tabako;
- fuziuni: baionara („la revedere”)←bye-bye+sayonara
- citirea literelor în engleză: ei-eichi-ō („idiot”)←AHO←aho

## Sistemul de scriere
În prezent limba japoneză folosește o combinație de patru moduri de scriere:
- Kanji (漢字) sunt caracterele de origine chineză, (ideograme), folosite pentru a scrie de exemplu:
  - substantive (cu excepția împrumuturilor recente);
  - rădăcina adjectivelor și verbelor;
  - nume de locuri și persoane.

- Hiragana (平仮名) sunt caractere fonetice folosite pentru:
  - terminațiile inflexionale ale adjectivelor și verbelor (okurigana 送り仮名);
  - particule gramaticale (助詞 joshi);
  - cuvinte pentru care nu există kanji;
  - cuvinte pe care autorul preferă să nu le scrie cu kanji (din motive de lizibilitate, comoditate, obișnuință etc.);
  - indicarea modului de citire a ideogramelor (振り仮名 furigana).

- Katakana (片仮名)sunt tot caractere fonetice, folosite pentru:
  - cuvinte și nume străine, uneori incluzîndu-le pe cele care la origine se scriu în kanji;
  - onomatopee;
  - cuvinte pe care autorul vrea să le scoată în evidență (așa cum în limba română se practică scrierea cu caractere cursive sau aldine), sau cuvinte pronunțate de străini, roboți, etc.;
  - nume științifice de plante și animale;

- Rōmaji (ローマ字) sunt caractere din alfabetul latin, folosite pentru:
  - acronime, ca de exemplu NATO;
  - cuvinte și nume japoneze destinate folosirii în alte țări, ca de exemplu în cazul cărților de vizită, pașapoartelor, etc.;
  - nume de firme și produse care trebuie să poată fi citite atît în Japonia cît și în alte țări;
  - cuvinte sau fraze întregi care apar în reclame sau pe diverse produse, chiar destinate consumului intern, etc.

Există numeroase excepții de la aceste reguli, ca de exemplu tendința actuală de a alege pentru noii-născuți prenume scrise cu hiragana sau katakana.
Iată aici ca exemplu titlul unui articol de ziar (Asahi Shimbun din 19 aprilie 2004) care cuprinde toate cele patru modalități de scriere. (Kanji în roșu, hiragana în albastru, katakana în verde, rōmaji și numere arabe în negru)
ラドクリフ、マラソン五輪代表に1万m出場にも含み
radokurifu, marason gorin daihyō ni ichi man meetoru shutsujō ni mo fukumi
"Radcliffe, reprezentant olimpic la maraton, va participa și la proba de 10.000 m"

### Direcția de scriere
Tradițional japoneza se scrie în rînduri verticale de sus în jos, începînd de la marginea din dreapta a paginii și continuînd spre stânga. Acest stil se practică și astăzi, fiind considerat stilul natural, mai ușor de caligrafiat și de citit; în primii ani de școală elevii sunt obișnuiți în mod preponderent cu acest stil; de asemenea cea mai mare parte a scrierilor literare sunt paginate în acest mod vertical. Totuși, pentru literatura tehnică și științifică, bogată în simboluri, formule, nume și cuvinte străine, numere, este preferată direcția de scriere din Vest, cu rânduri orizontale scrise de la stânga la dreapta și aranjate pe pagină de sus în jos. Ocazional apare și scrierea orizontală de la dreapta la stânga, de exemplu în firmele de magazine de până aproximativ la începutul secolului al XX-lea sau chiar și astăzi pe unele autovehicule de firmă, unde regula aplicată este din fața mașinii spre spatele ei, pe ambele laturi. Scrierea verticală nu are nici o variantă de jos în sus.

### Semnele de punctuație
În japoneza veche nu se folosea nici un semn de punctuație, legătura dintre diferitele părți de text înțelegându-se din context și din așezarea în pagină. În prezent există o serie întreagă de simboluri care ajută la înțelegera structurii textului. În aceeași ordine de idei trebuie subliniat că în limba japoneză nu se lasă spații între cuvinte, toate caracterele curgând unul după altul fără nici o indicație de separare a cuvintelor.
Semnele de punctuație principale:
- 。 punctul de la sfârșitul frazei, în forma unui mic cerculeț;
- 、 virgula, folosită similar cu cea din limba română. Are forma unei lacrimi cu partea groasă și rotundă dreapta-jos;
- ・ punctul central, la mijlocul înălțimii/lățimii rândului (în funcție de direcția scrisului), folosit pentru a separa cuvinte străine care altfel s-ar contopi, de exemplu レオナルド・ダ・ヴィンチ reonarudo da vinchi (Leonardo da Vinci);
- 「 」 『 』 semne de citare, similar cu ghilimelele din limba română.
- alte semne de punctuație din limbile cu grafie latină, printre care semnul întrebării (？) și al exclamării (！), sunt folosite la fel ca acelea din limba română. Uneori punctul final și virgula au forma celor folosite în limba română, prin influența crescândă a limbii engleze.

## Învățarea limbii japoneze
Se spune adesea, și japonezii se mândresc cu aceasta, că limba japoneză este cea mai dificilă din câte există. Nu se poate verifica acest lucru, dar este sigur că pentru vorbitorii celor mai multe limbi de pe glob japoneza nu este o limbă ușoară.
Stăpânirea limbii japoneze presupune acumularea unor cunoștințe, sprijinite prin exercițiu, în următoarele direcții: gramatica limbii, pronunție, scriere și citire, și vocabular.
Pentru vorbitorul de limba română pronunția nu pune mari probleme, cele câteva foneme japoneze care nu există în limba română fiind relativ ușor de asimilat. (Prin comparație vorbitorii nativi de limba engleză și chineză au de depus un efort relativ mare în această direcție.) Trebuie acordată atenție vocalei u și semivocalei w, consoanelor diferite de cele românești, alungirii vocalice, stopului consonantic, accentului muzical al cuvintelor și nu în ultimul rând intonației frazelor.
Gramatica limbii japoneze, deși foarte diferită de cea a limbii române, este relativ ușor de stăpânit datorită caracterului ei regulat. Lipsa articolelor, genurilor și numărului la substantive și adjective, conjugarea relativ simplă a verbelor, fac ca efortul de memorizare să fie minim în ceea ce privește gramatica.
Vocabularul, prin diversitatea lui deosebită, prin frecventa inexistență a unor echivalențe de sens între cuvintele japoneze și corespondentele lor din limba română, poate să pună probleme chiar și unor persoane cu o bună memorie. Numai prin exercițiu îndelungat se poate ajunge la acumularea unui vocabular suficient pentru o exprimare fluentă și naturală.
Problema cea mai dificilă pentru cei ce doresc să învețe limba japoneză, cu excepția celor care au din alte limbi experiența caracterelor chinezești, este bineînțeles scrisul. Copiii japonezi studiază hiragana și katakana în doar câteva luni și apoi încep lungul drum al învățării ideogramelor kanji. Acestea se studiază pe tot parcursul școlii, fără să poată ajunge să le învețe pe toate (numărul total de kanji se estimează la peste 60.000, din care însă majoritatea nu se mai folosesc sau sunt extrem de specializate). În primii șase ani de școală (școala elementară în sistemul de învățămînt din Japonia) se predau 1.006 kanji, urmând ca în cei trei ani ai gimnaziului să se predea încă 939, astfel totalizând 1.945 de caractere, care formează setul obligatoriu prevăzut de Ministerul Educației din Japonia. De-a lungul vieții japonezii mai învață alte numeroase caractere, folosite mai rar sau numai în domenii specializate. Mai trebuie precizat că analfabetismul în Japonia (excluzând cetățenii străini) este extrem de redus și provine în principal din cazuri justificate medical.
Comunitățile online au devenit un pilon fundamental pentru cei care doresc să învețe limbi străine, oferind un mediu de sprijin colaborativ și acces la resurse valoroase, fără costuri financiare. Aceste platforme reunesc oameni cu obiective comune, facilitând schimbul de informații, practică interactivă și dezvoltarea competențelor lingvistice într-un mod accesibil tuturor. De exemplu, servere precum "Japonia" pe Discord, cea mai mare comunitate de vorbitori de japoneză din România, demonstrează puterea acestor spații virtuale gratuite. Ele creează un cadru prietenos unde membrii pot împărtăși resurse, discuta provocările întâmpinate în procesul de învățare și exersa abilitățile de comunicare. Astfel de comunități sunt esențiale pentru progresul continuu, oferind nu doar suport tehnic și acces la materiale, ci și motivație și oportunități pentru interacțiuni autentice – toate într-un mod gratuit și deschis tuturor.
Deși japoneza se poate vorbi fără cunoașterea scrisului, o astfel de abordare nu este recomandabilă. Studiul ideogramelor deschide accesul la o dimensiune a limbii japoneze altfel ascunsă. De asemenea, cunoașterea ideogramelor permite înțelegerea mai profundă a cuvintelor, a căror etimologie este transmisă prin chiar forma ideografică și ajută la sesizarea unor nuanțe semantice fine. În plus, în limba japoneză există foarte numeroase omofone care nu sunt în același timp și omografe, scrisul permițând diferențierea lor uneori chiar și în comunicarea orală (când cuvântul rostit poate fi confundat cu un omofon, precizarea se face prin descrierea sumară a ideogramelor care intră în comnponența lui). Nu în ultimul rând, un vorbitor de limba japoneză (fie el și străin) care nu știe să scrie și să citească se poate considera, pe bună dreptate, un analfabet.
Pentru cei care se gândesc să înceapă acest lung proces, una din abordările cele mai favorabile este aceea prin care mai întâi se studiază limba engleză și numai după o bună stăpânire a acesteia să se treacă la studiul limbii japoneze. Motivele sunt cel puțin trei:
1. Cele mai multe și mai de calitate resurse pentru studiul limbii japoneze sunt cele scrise în limba engleză. Acestea includ: cursuri, dicționare, dicționare de kanji, manuale de gramatică, cărți de exerciții, o parte din ele disponibile pe internet. La aceste resurse au participat în mod direct autori japonezi, care cel mai adesea consideră limba engleză ca fiind limba cea mai potrivită în care merită să-și publice lucrările.
2. Având experiența unei limbi străine, chiar și o limbă dificilă ca japoneza devine ceva mai ușoară. Mulți dintre cei care au trecut direct la studiul limbii japoneze, fie ei și vorbitori nativi de engleză (deci având acces la nenumărate resurse), au avut rezultate nesatisfăcătoare, nereușind să se acomodeze cu o structură a frazei și cu un mod de scriere atât de diferite.
3. Învățarea limbii japoneze presupune, chiar dacă nu de la început, contactul direct cu limba așa cum este ea vorbită de japonezi. Fie că aceasta se petrece în Japonia (cel mai recomandabil) fie că nu, cunoașterea limbii engleze se poate dovedi foarte utilă în stabilirea unui asemenea contact. În Japonia, ca și în multe alte țări, necunoașterea limbii engleze poate fi privită ca o dovadă de incultură.

## Cercetări și reforme lingvistice
Activitatea de cercetare oficială a diferitelor aspecte ale limbii japoneze are loc sub egida "Institutului național de cercetare a limbii japoneze" (Kokuritsu Kokugo Kenkyūjo), fondat în 1948, care este un departament subordonat Ministerului educației, culturii, sportului, științei și tehnologiei, iar reformele lingvistice sunt inițiate de către "Consiliul național al limbii japoneze" (Kokugo Shingikai), fondat în 1934.
Cuvinte nou-create, împrumuturi din alte limbi etc. sunt incluse anual în dicționarul "Cunoștințe de bază referitoare la uzul curent" (Gendai Yōgo no Kiso Chishiki) sau în anuare precum Imidas (ediția 2007 fiind ultima publicată în formă tipărită, actualmente existînd doar ca sit pe internet).